# 磨刀石站
磨刀石站位于中华人民共和国黑龙江省牡丹江市陽明區磨刀石镇，是滨绥铁路沿线车站，距哈尔滨站378公里，绥芬河站170公里。车站建于1901年，现隶属于哈尔滨铁路局牡丹江车务段，主要承担动车组列车、普速客货列车的到发与会让，为四等站。
自2015年12月10日15时起，因牡绥铁路电气化改造需要，磨刀石站启用新站房。磨刀石站新站房地处磨刀石镇，与原站房距离2.5公里。